# 燕麦曲霉
燕麦曲霉（学名：Aspergillus avenaceus）是属于散囊菌目发菌科曲霉属的一种真菌，可生长在贮存稻谷、土壤等基物上。该种分布于台湾等地。